# Quatama megállóhely
Quatama megállóhely a Metropolitan Area Express kék vonalának megállója az Oregon állambeli Hillsboroban, az Oregoni Egészségtudományi Egyetem nyugati kampuszának és az Oregoni Nemzeti Főemlőskutató-központnak otthont adó Amberglen ipari park közelében.
A megálló a megnyitástól 2012 szeptemberéig, a zónarendszer felszámolásáig a hármas tarifazónába tartozott.

## Történet
Portland nyugati része vasúti kiszolgálásának tervezését 1979-ben kezdték meg, ezzel kapcsolatban Hillsboro a mai megálló környékét az épületsűrűség növelése érdekében átparcellázta. A kék vonal Westside szakaszának alapkő-letétele 1993-ban volt; az OTAK Inc. által tervezett megálló 1998 augusztusában lett kész. A járatok végül szeptember 12-én indultak el. A mai pozíciótól nem messze futott az Oregon Electric Railway vasútvonala; a magyarok lakta terület az Oregon Nursery Company kezében volt.
A megálló szélkakasát 1998-ban és 2004-ben is megrongálták. A megnyitás után néhány hónappal a P+R parkoló kihasználtsága 92% volt, teljesen pedig először egy 1999 júliusi nap csúcsidejében telt meg. 2000 októberében verekedés következtében egy 17 éves alohai fiatalt megkéseltek. Az önkormányzat 2006-ban bejelentette, hogy a délre eső Tanasbourne kerület fejlesztésének részeként a megálló járdakapcsolatait is növelik.
2007 júniusában festékszórókkal a peront és számos környékbeli épületet is többször vandalizáltak, majd októberben kalapáccsal egy 12 éves gyerekre támadtak. 2008-ban a közlekedésbiztonsági hivatal forrásokat biztosított térfigyelő kamerák felszerelésére.
A megálló nevét a város által 2016 októberében véghezvitt változtatásokkal összhangban 2017 szeptemberében Quatama/Northwest 205th Avenue-ról Quatamára egyszerűsítették. 2017 januárjában az északnyugati 205. sugárutat északkeleti John Olsen sugárútra keresztelték át; a változtatás októberben lépett életbe.

## Elhelyezkedése
Az északnyugati Quatama úttól délre, az északkeleti John Olsensugárúton elhelyezkedő peronok egy 13,6 négyzetkilométeres területen találhatóak. Az OTAK Inc. által tervezett megálló szigetperonos, zárt kerékpártárolókkal felszerelt, valamint a közelben található egy P+R parkoló is. A megállónak köszönhetően a környéken számos lakóépületet emeltek.

## Műtárgyak
Az állomási műalkotások témája a természet; legjellegzetesebb elem a Michael Oppenheimer tervezte, „Cattail Tunes” fantázianevű szélkakas, amely a közeli vizenyős területek növényeire emlékeztet. A 7,3 méter magas, egymástól 1,8 méterre lévő öt darab rozsdamentes acélrúdra különböző méretű, gyékényalakú fejeket szereltek, melyek egymástól függetlenül is mozgásképesek.
A peronburkolatba állatok lábnyomai láthatók, a szélfogók üvegeibe pedig a Tualatin-folyó környékének térképét marták. A peronnal szemben található a „Flow” nevű tér, melynek betonjába egy folyó sziluettjét rajzolták, amelyet a víz folyását ábrázoló fotókat tartalmazó kövek vesznek körbe; ehhez az ötletet a megálló melletti főemlőskutató-intézet japán makákója által készített terep adta. A műalkotásokat Jerry Mayer, Valerie Otani, Bill Will és Fernanda D’Agostino tervezték.
| Előző állomás                                |  | Metropolitan Area Express |  | Következő állomás                                                          |
| -------------------------------------------- |  | ------------------------- |  | -------------------------------------------------------------------------- |
| Orencotovább Hatfield Government Center felé |  | Kék vonal                 |  | Willow Creek/Southwest 185th Avenue pályaudvartovább Cleveland Avenue felé |

## Fordítás
- Ez a szócikk részben vagy egészben  a   Quatama MAX Station című angol Wikipédia-szócikk ezen változatának fordításán alapul.  Az eredeti cikk szerkesztőit annak laptörténete sorolja fel. Ez a jelzés csupán a megfogalmazás eredetét és a szerzői jogokat jelzi, nem szolgál a cikkben szereplő információk forrásmegjelöléseként.